# Equipaje

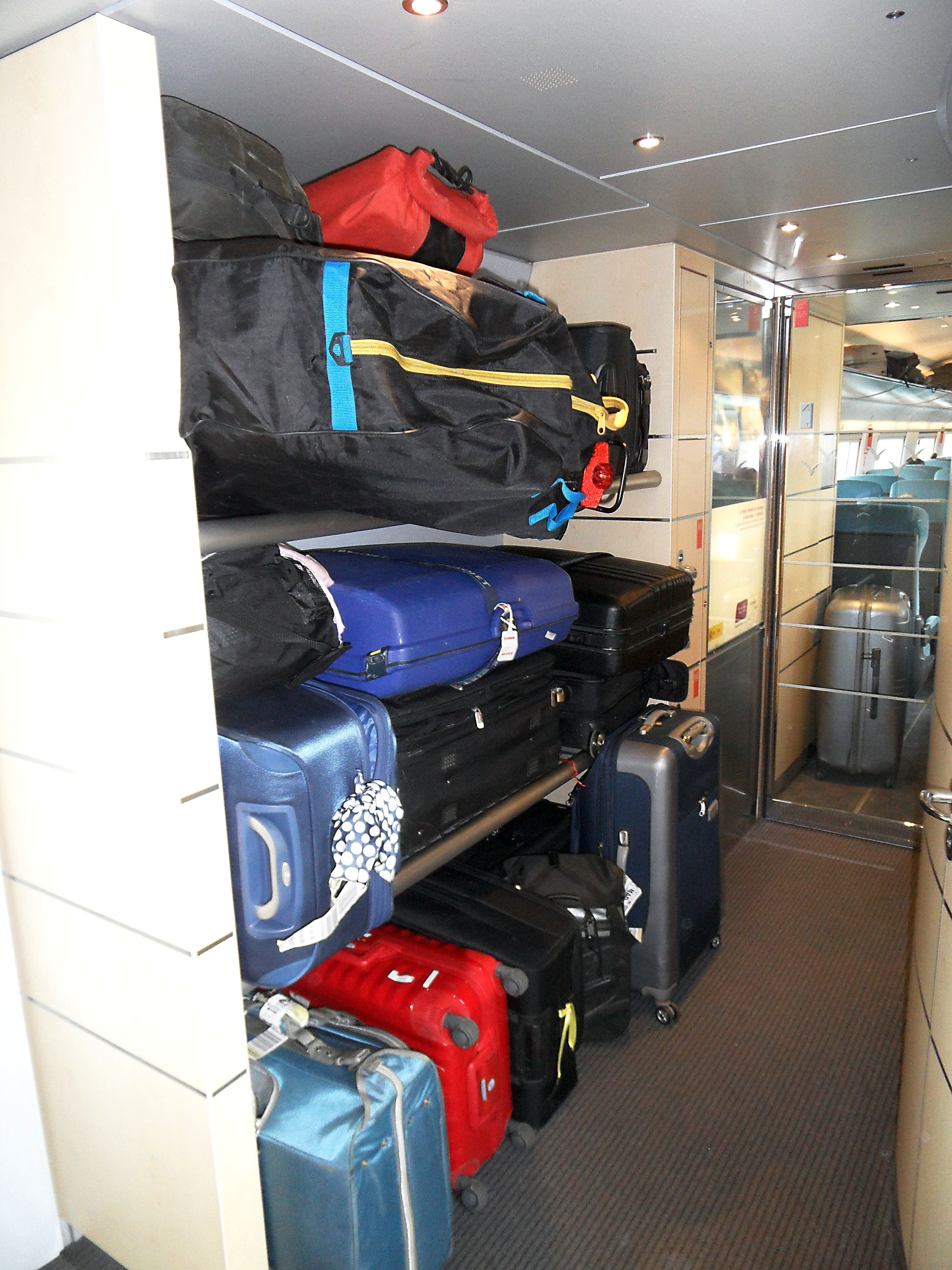
Equipaje de pasajeros de un tren

El término equipaje se refiere al conjunto de cosas que se llevan en: maletas, maletines, maletero  o demás contenedores, donde las personas trasladan todo lo necesario, como: ropa, zapatos, cosméticos, libros, documentos, etcétera; para sus viajes y desplazamientos.
Según la Real Academia de la lengua Española se entiende por equipaje un "conjunto de cosas que se llevan en los viajes". El término es comúnmente utilizado para referirse objetos transportados en desplazamientos no rutinarios, como en trenes, aviones, autobuses o vehículos particulares.
En Argentina está regulado el equipaje que se permite ingresar desde el exterior, si el mismo supera los valores permitidos se debe completar una declaración jurada digital, o en caso de que se ingrese al país mercaderías reguladas por Senasa (Servicio Nacional de Sanidad y Calidad Agroalimentaria) o dinero en efectivo o instrumentos monetarios por un valor igual o mayor a 10 mil dólares estadounidenses.

## Tipos de valijas para equipajes
- Maletero
- Maletín
- Morral
- Portatrajes
- Maleta
- Tula